# Milan Badelj
Milan Badelj, född 25 februari 1989 i Zagreb, Jugoslavien, är en kroatisk professionell fotbollsspelare som spelar som mittfältare i Genoa.

## Karriär

### Dinamo Zagreb
Milan Badelj skrev på för Dinamo Zagreb som 17-åring 2007, efter att ha kommit igenom ungdomslaget hos NK Zagreb. Han blev säsongen 2007 utlånad till Lokomotiv Zagreb och spelade 28 matcher och gjorde sju mål för Lokomotiv i Kroatiska tredjeligan.
2008 var Badelj en ordinarie spelare i Dynamo. Han debuterade mot Linfield i en kvalmatch mot till Champions League. Han spelade 31 matcher i ligan och 12 i Europa för Dynamo.
Badelj fortsatte att imponera och bidrog starkt till att Dynamo 2011 tog sig till gruppspelet i Champions League.

### Hamburger SV
Badelj gick till Hamburger SV i tyska Bundesliga i augusti 2012 för en summa runt €4,5 miljoner. Han debuterade mot Werder Bremen och blev genast ordinarie i laget som en lågt spelande mittfältare. Badelj gjorde sitt första mål mot Schalke 04 i november 2012.

### Fiorentina
Den 31 augusti 2014 blev det officiellt att Badelj hade skrivit på för italienska Fiorentina för en summa runt €5 miljoner.

### Lazio
Den 1 augusti 2018 värvades Badelj av Lazio, där han skrev på ett fyraårskontrakt.

## Landslagskarriär
Badelj debuterade för Kroatien i en match mot Malta 2012 där han även gjorde mål. Han var med i Kroatiens trupp till både EM 2012, VM 2014, EM 2016, VM 2018 och EM 2020.